# 東経138度線
東経138度線（とうけい138どせん）は、本初子午線面から東へ138度の角度を成す経線である。北極点から北極海、アジア、太平洋、オーストラレーシア、インド洋、南極海、南極大陸を通過して南極点までを結ぶ。東経138度線は、西経42度線と共に大円を形成する。
日本では概ね、この経線を境に東日本と西日本に分かれているとされる。

## 通過する地域一覧
東経138度線は、北極点から南極点まで南に向かって以下の場所を通っている。
| 地理座標                                               | 国土・領土・領海   | 備考 |
| ------------------------------------------------------ | ------------------ | --- |
| 北緯90度0分 東経138度0分 / 北緯90.000度 東経138.000度  | 北極海             | |
| 北緯76度0分 東経138度0分 / 北緯76.000度 東経138.000度  | ロシア             | ノヴォシビルスク諸島・コテリヌイ島 |
| 北緯74度51分 東経138度0分 / 北緯74.850度 東経138.000度 | ラプテフ海         | |
| 北緯71度33分 東経138度0分 / 北緯71.550度 東経138.000度 | ロシア             | ヤロク島（英語版）、本土 |
| 北緯56度23分 東経138度0分 / 北緯56.383度 東経138.000度 | オホーツク海       | |
| 北緯55度5分 東経138度0分 / 北緯55.083度 東経138.000度  | ロシア             | ボリショイ・シャンタル島（英語版） |
| 北緯54度46分 東経138度0分 / 北緯54.767度 東経138.000度 | オホーツク海       | |
| 北緯53度37分 東経138度0分 / 北緯53.617度 東経138.000度 | ロシア             | |
| 北緯46度8分 東経138度0分 / 北緯46.133度 東経138.000度  | 日本海             | |
| 北緯37度7分 東経138度0分 / 北緯37.117度 東経138.000度  | 日本               | 本州 — 新潟県 — 長野県（北緯36度54分 東経138度0分 / 北緯36.900度 東経138.000度から） — 静岡県（北緯35度18分 東経138度0分 / 北緯35.300度 東経138.000度から） |
| 北緯34度40分 東経138度0分 / 北緯34.667度 東経138.000度 | 太平洋             | ミクロネシア連邦・ヤップ島（北緯9度27分 東経138度3分 / 北緯9.450度 東経138.050度から）の西を通過                                                            |
| 南緯1度33分 東経138度0分 / 南緯1.550度 東経138.000度   | インドネシア       | ニューギニア島 |
| 南緯5度29分 東経138度0分 / 南緯5.483度 東経138.000度   | アラフラ海         | |
| 南緯7度43分 東経138度0分 / 南緯7.717度 東経138.000度   | インドネシア       | ヨススダルソ島 |
| 南緯8度24分 東経138度0分 / 南緯8.400度 東経138.000度   | アラフラ海         | |
| 南緯12度1分 東経138度0分 / 南緯12.017度 東経138.000度  | カーペンタリア湾   | |
| 南緯16度33分 東経138度0分 / 南緯16.550度 東経138.000度 | オーストラリア     | ノーザンテリトリーとクイーンズランド州の境界（およそ） 南オーストラリア州（南緯26度0分 東経138度0分 / 南緯26.000度 東経138.000度から）                      |
| 南緯34度21分 東経138度0分 / 南緯34.350度 東経138.000度 | セントビンセント湾 | |
| 南緯35度44分 東経138度0分 / 南緯35.733度 東経138.000度 | オーストラリア     | 南オーストラリア州 — カンガルー島 |
| 南緯35度54分 東経138度0分 / 南緯35.900度 東経138.000度 | インド洋           | オーストラリア当局は当海域が南極海の一部である旨を主張している[1][2]                                                                                        |
| 南緯60度0分 東経138度0分 / 南緯60.000度 東経138.000度  | 南極海             | |
| 南緯66度29分 東経138度0分 / 南緯66.483度 東経138.000度 | 南極大陸           | アデリーランド - フランスが領有権主張 |

## オーストラリア

オーストラリアでは、東経138度線がノーザンテリトリーとクイーンズランド州の境界になっている。

オーストラリアでは、ノーザンテリトリーとクイーンズランド州の境界が東経138度線に近い所を通っている。境界線は、南オーストラリア州の境界と東経138度線の交点にあるポーペル・コーナーに始まり、方位角359° 59' 30"をもって北へ進みカーペンタリア湾へ至る。そのため、カーペンタリア湾では境界が東経138度線から数百メートル西へずれている。